# كينغس باونتي: ذا ليجيند
كينغس باونتي: ذا ليجيند (بالإنجليزية: King's Bounty: The Legend)‏ و (بالروسية: King's Bounty. Легенда о рыцаре) هي لعبة فيديو تقمص أدوار تكتيكية تم إنتاجها في سنة 2008 وهي واحدة من سلسلة كينغس باونتي وألتي تم تطويرها عن طريق شركة نيو ورلد كومبيوتنغ، تم إدخال تعديلات بهذه اللعبة مما يسمح للملك فيها بأن يصبح صياد جامع.